# Группа Баумслага — Солитера
Группа Баумслага — Солитера  — группа с двумя образующими {\displaystyle a} и {\displaystyle b} и одним соотношением
{\displaystyle ab^{m}a^{-1}=b^{n}.}
Обычно, эта группа обычно обозначается {\displaystyle BS(m,n)}.

## Примеры и свойства
- {\displaystyle BS(1,1)} это свободная абелева группа с двумя образующими,
- {\displaystyle BS(1,-1)} фундаментальная группа бутылки Клейна
- {\displaystyle BS(1,n)} при {\displaystyle n>1} изоморфна подгруппе группы аффинных преобразований вещественной прямой, порождённая отображениями {\displaystyle a:x\to nx} и {\displaystyle b:x\to x+1}.
- Группа {\displaystyle BS(2,3)} (наряду с остальными группами {\displaystyle BS(m,n)}, для которых множества простых делителей чисел m и n не совпадают) является наиболее известным примером нехопфовой группы[1]. А именно, эпиморфизм {\displaystyle \varphi :a\mapsto a,\,\varphi :b\mapsto b^{2}} не является автоморфизмом {\displaystyle BS(2,3)}.
- Группа {\displaystyle BS(n,m)} допускает линейное представление {\displaystyle a\mapsto {\big (}{\begin{smallmatrix}1&1\\0&1\end{smallmatrix}}{\big )}} and {\displaystyle b\mapsto {\big (}{\begin{smallmatrix}{\frac {n}{m}}&0\\0&1\end{smallmatrix}}{\big )}}.
  - Это преставление не является эффективным, то есть различные элементы группу могут соответствовать одному линейному оператору.
- Группа  {\displaystyle BS(m,n)} остаточно конечна тогда и только тогда когда {\displaystyle |m|=1}, {\displaystyle |n|=1}, или {\displaystyle |m|=|n|}[2]